# Abjane
Abjane (pers. ابيانه) – wieś w środkowym Iranie, w ostanie Isfahan, ok. 70 km od Kaszanu, w górach Kuh-e Karkas. W 2006 roku miejscowość miała 305 mieszkańców.
Wieś słynie z tradycyjnej zabudowy z czerwonej cegły. Tutejsza ludność posługuje się odrębnym dialektem, zbliżonym do języka partyjskiego.